# Tanzschule Kummer
Die Tanzschule Kummer war eine Tanzschule in der steirischen Landeshauptstadt Graz.

## Geschichte
Der Tanzsport-Trainer Julius Kummer gab seit 1947 an unterschiedlichen Standorten in der Steiermark Tanzunterricht für Gesellschaftstänze. 1950 gründete er mit seiner Frau Erika im Schweizerhaus am Hilmteich eine eigene Tanzschule, die nach mehreren Umbauten 1962 zur größten Tanzschule Österreichs wurde.
1972 wurde nach einem weiteren Ausbau die erste Diskothek (der „Beatkeller“) innerhalb einer Tanzschule eröffnet. Nach dem  Tod von Julius Kummer 1976, übernahmen sein Sohn Edgar gemeinsam mit der Witwe die Leitung. Erika Kummer erlangte Geltung mit innovativen Polonaise-Varianten. 1984 führte sie als erste Frau am Wiener Opernball die Polonaise an.
1995 übergab sie die Leitung ihrer Tochter Daniela Kummer. Im Juni 1999 gewann ihr Team mit ihrer Choreographie „The Dirty Boogie“ beim Welt-Finale des „Dance of the Year“ im englischen Blackpool.
Ein weiterer Ausbau der Räumlichkeiten erfolgte im Jahr 2006, so dass dort auch Live-Konzerte und Festivals stattfinden. 2009 war die Familie Kummer für die Eröffnung des Wiener Opernballs verantwortlich. Daniela Kummers Choreografie „Die Blumen des Lebens“ ist die erste Eröffnung des Opernballs in weiblicher Hand. Die Tanzschule wurde im Jahr 2011 geschlossen.